# Dorymyrmex spurius
Dorymyrmex spurius es una especie de hormiga del género Dorymyrmex, subfamilia Dolichoderinae. Fue descrita científicamente por Santschi en 1929.
Se distribuye por Argentina, Brasil, Paraguay y Uruguay. Se ha encontrado a elevaciones de hasta 300 metros. Vive en microhábitats como el césped.